# Zizina labradus
Zizina labradus är en fjärilsart. Zizina labradus ingår i släktet Zizina och familjen juvelvingar.

## Underarter
Arten delas in i följande underarter:
- Z. l. labradus
- Z. l. oxleyi

## Bildgalleri

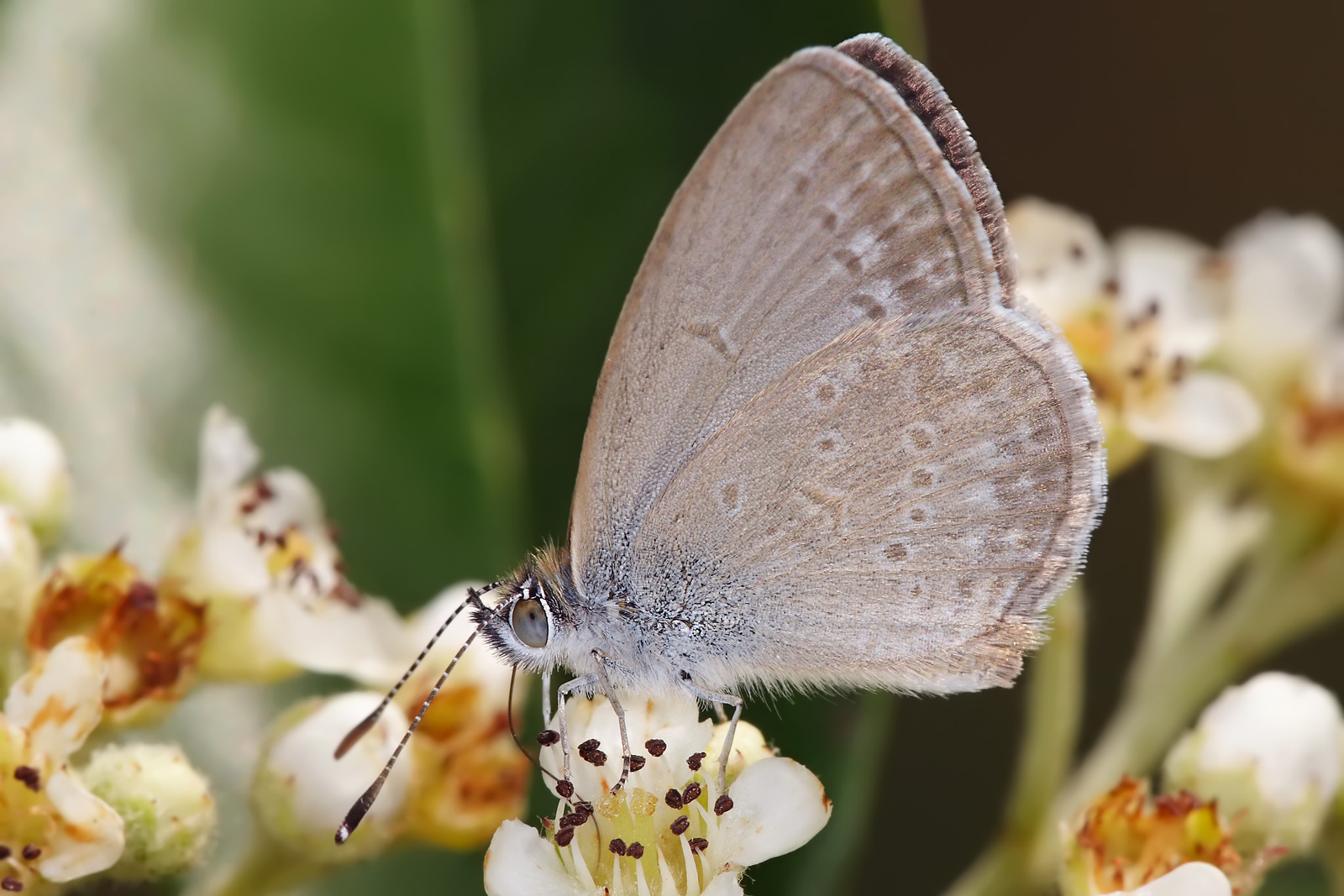